# Kirchenkreis Essen
Der Kirchenkreis Essen ist einer der 37 Kirchenkreise in der Evangelischen Kirche im Rheinland (EKiR) mit Sitz in Essen. Zu ihm gehören 26 Kirchengemeinden. Nach der Gemeindegliederzahl (121.633 am 31. Dezember 2022; 117.300 am 31. Dezember 2023) ist er der größte der rheinischen Kirchenkreise. 19,9 % der Einwohner im Kirchenkreis waren (Stand 2023) Mitglied der Evangelischen Kirche im Rheinland. Sein Gebiet ist deckungsgleich mit dem der Stadt Essen.

## Geschichte
Ende des 8. Jahrhunderts begann die Geschichte der Christen im heutigen Stadtgebiet von Essen. Zuerst gründete Liudger im heutigen Stadtteil Werden das Kloster Werden. Etwa 50 Jahre später wurde im heutigen Stadtzentrum von Essen das Damenstift gegründet, unter anderem durch Altfrid, den späteren Bischof von Hildesheim.

### Reformation in Essen
Seit den frühen 1530er Jahren kamen die ersten lutherischen Ideen nach Essen. Allerdings fehlte es an Predigern, die diese Ideen umsetzen wollten. Darüber kam es zum Konflikt zwischen der Stadt und der Äbtissin. Die Stadt stellte ohne Absprache mit der Äbtissin einen vermutlich lutherisch predigenden Prädikanten für die Gertrudenkirche (Marktkirche) ein. Die Äbtissin entließ ihn und engagierte einen römisch-katholischen Geistlichen.
Im Folgenden machten allerdings Essener Seelsorger und Prediger Zugeständnisse, zum Beispiel wurde die Messe zwar in lateinischem Ritus gefeiert, gesungen wurde allerdings auf Deutsch. Nur die Äbtissin schien noch an den traditionellen Riten festzuhalten.
Die eigentliche Reformation begann in Essen an Weihnachten 1560. In der Messe stürmten Bürger in die Kirche, betraten den Chorraum und übertönten das Te Deum durch deutsche Gesänge. Der Rat der Stadt beschloss daraufhin am 19. Januar 1561, dass in der Gertrudenkirche deutsche Psalmen gesungen werden durften. Nach dem Protest der Fürstäbtissin rief der Rat eine Versammlung aller Bürger ein. Diese forderte die Beibehaltung der deutschsprachigen Lieder. Gleichzeitig leisteten sie einen Beistandsschwur, sollte sich jemand ihrem Anliegen widersetzen.
Essens Bürgermeister Heinrich van Aken und der Stadtsekretär Laurenz Büssenschmidt förderten die lutherischen Ideen in ihrer Stadt. Sie versuchten zusammen mit dem restlichen Stadtrat, den Essener Prediger Heinrich Saldenbach davon zu überzeugen, mit Heinrich von Kempen (mit deutschem Namen Heinrich Barenbroch, wobei auch die Schreibweisen Barenbroich oder Barenbroick überliefert sind) einen lutherischen Pfarrer als Hilfsgeistlichen einzustellen. Darüber gab es erneut Streit mit der Äbtissin.
Zu Ostern 1562 wollten die Essener Bürger, dass Pfarrer Saldenberg ausschließlich die Kommunion in beiderlei Gestalt spendete. Nach seiner Weigerung gab es erneut Tumult und anschließend Proteste der Äbtissin. Der Rat wandte sich mit der Bitte um Vermittlung an Herzog Wilhelm von Jülich-Kleve-Berg und bat ihn um Unterstützung. Die Fürstäbtissin ersuchte dagegen Kaiser Ferdinand I. um Hilfe, weil sie um ihre Rechte in der Stadt und im Reich fürchtete.
Barenbroch hielt seine erste evangelische Predigt am 28. April 1563 in der Kapelle des Heilig Geist-Hospitals, die Kommunion in lutherischer Weise spendete er erstmals am 2. Mai. Er musste Essen allerdings schon kurz danach verlassen, nachdem eine vom Kaiser eingesetzte Kommission die Wiedereinsetzung Heinrich Saldenbergs verfügt hatte.
Der Streit zwischen Fürstäbtissin, Bürgern und Stadtrat setzte sich weiter fort, auch Vermittlungsversuche der klevischen Räte hatten keinen Erfolg. Ende Oktober 1563 forderte der Bürgermeister die Essener Bürger auf einer Versammlung auf, sich zu ihrem Glauben zu bekennen. Sie entschieden sich für die Augsburgische Konfession.
Der Stadtrat setzte zunächst einen lutherischen Prädikanten neben Saldenberg ein und bat den Pfalzgrafen Wolfgang von Zweibrücken offiziell darum, Heinrich Barenbroch nach Essen zu entsenden. Gleichzeitig bat er den Herzog um Schutz, den dieser allerdings ablehnte und stattdessen die Rücknahme aller Neuerungen forderte.
Die Bürger der Stadt Essen zwangen Saldenberg, die Gertrudenkirche zu verlassen; der Stadtrat setzte wieder Barenbroch als Prediger dort ein und betonte, dass die Kirche eine "gemeine Bürgerkirche" sei. Die Stadt wollte nun die Trennung beider Konfessionen, legte allerdings im Dezember 1563 fest, dass in den anderen Kirchen der Stadt katholische Messen nicht gestört werden dürften. Im März 1564 gab es einen erneuten Vergleichsversuch, der allerdings ebenfalls scheiterte. Barenbroch musste Essen wieder verlassen, doch die lutherischen Lehren blieben in Essen präsent. Der vom Herzog eingesetzte Prädikant Caspar Isselburg bekannte sich zu ihnen, genauso wie alle anderen Prädikanten.
In Werden entstand schon 1550 durch die Predigten des der Mönchs Peter Ullner eine evangelische Gemeinde, der aber die Anerkennung versagt blieb. Auch in Rellinghausen und Kettwig war die Mehrheit der Bevölkerung evangelisch. 1648 – im Jahr des Westfälischen Friedens – waren die Stadträte von Essen und Werden evangelisch. Das änderte sich bald durch die Gegenreformation des 17. Jahrhunderts. Nur in den größeren Orten konnten sich die lutherischen Gemeinden halten, während sie in den ländlichen Gebieten durch die katholisch gebliebenen geistlichen „Landesherren“ – die Fürstäbtissin und der Reichsabt von Werden – die Reformation zurückdrängten. In Essen konnten 1655 die Reformierten unter dem Schutz von Brandenburg-Preußen ebenfalls eine Gemeinde gründen.

### Preußen
Ab 1803 waren Werden und Essen Kommunen im Königreich Preußen. Die evangelischen Gemeinden gehörten ab 1817 zum neu gegründeten Kirchenkreis Düsseldorf und gingen 1870 in den neuen Kirchenkreis An der Ruhr über. Im Zuge der Industrialisierung  gründeten sich neue Gemeinden in den ehemals ländlichen Gebieten (Borbeck 1857, Überruhr 1872, Katernberg 1874, Altenessen 1875, Altendorf 1877, Kupferdreh 1883, Kray 1895, Stoppenberg und Rüttenscheid 1896). Evangelische Vereine entstanden und prägten das Leben der Menschen. 1896 gründete sich der spätere Verein Weiglehaus auf dem Gebiet der Jugendarbeit. 
Im Jahre 1900 wurden die zehn zum ehemaligen Stift Essen gehörenden Gemeinden aus dem Kirchenkreis An der Ruhr ausgegliedert, um den neuen Kirchenkreis Essen zu bilden. Zu ihm gehörte auch die Gemeinde im damals noch rheinischen Rotthausen. Die Gemeinden auf Werdener Gebiet blieben beim Kirchenkreis An der Ruhr. Im Rahmen einer größeren Bereinigung der Kirchenkreise im Ruhrgebiet kamen sie (zunächst noch ohne Kettwig) 1929 zum Kirchenkreis, ebenso die Gemeinde Königssteele aus dem westfälischen Kirchenkreis Hattingen; dafür wurde Rotthausen wieder abgegeben. 
An 1933 wurde Essen zu einem Zentrum der Bekennenden Kirche. Verbunden ist diese Gruppierung unter anderem mit den Namen der Pfarrer Wilhelm Busch, Friedrich Wilhelm Graeber (1884–1953) und Heinrich Held und dem Presbyter und späteren Bundespräsidenten Gustav Heinemann. Allerdings gaben in einigen Gemeinden die Deutschen Christen den Ton an, Mitglieder der Bekennenden Kirche wurden ausgesperrt. Im Stadtteil Altenessen predigte ein Pfarrer in SA-Uniform.

### Nach dem Zweiten Weltkrieg
Da die Stadt Essen und damit die Zahl der evangelischen Gemeindeglieder weiterhin stark wuchs, wurde der Kirchenkreis am 1. September 1957 in drei Kirchenkreise aufgespalten, Essen-Mitte, Essen-Nord und Essen-Süd. Mit Beginn des Jahres 1972 wurde der Evangelische Stadtkirchenverband Essen gegründet, der laut Satzung „für die angeschlossenen Kirchengemeinden und Kirchenkreise die gemeinsame und übergreifende Aufgaben wahrzunehmen“ hatte.
Allerdings bewirkte mit Beginn des 21. Jahrhunderts unter anderem die demografische Entwicklung und das Schrumpfen der Stadt Essen eine zunehmende Verringerung der Gemeindegliederzahlen. Am 1. Juli 2008 verschmolzen Stadtkirchenverband und die drei Kirchenkreise wieder zum Kirchenkreis Essen. Mehrere Gemeinden fusionierten, etliche Kirchengebäude (z. B. die Gnadenkirche im Nordviertel, die Lutherkirche in Frohnhausen und die Lukaskirche in Holsterhausen) wurden entwidmet und anschließend abgerissen oder umgenutzt.
Die Kirchengemeinden in den 1970 bzw. 1975 eingemeindeten Stadtteilen Altendorf/Ruhr (heute Burgaltendorf) und Kettwig kamen erst 1971 bzw. 2016 zum Kirchenkreis.

## Organisation
Der Kirchenkreis Essen besteht (Stand 2024) aus 26 Kirchengemeinden. Gemeinden und Kirchenkreis unterhalten 50 Jugendeinrichtungen, wie Jugendhäuser, Jugendclubs und Jugendtreffs. Mit der Menschenstadt Essen gibt es einen Eigenbetrieb des Kirchenkreises, der sich „für das Recht auf inklusive Teilhabe am gesellschaftlichen und kirchlichen Leben“ einsetzt. In diesem Sinn plante der Kirchenkreis die „Evangelische Inklusive Zukunftsschule“, deren Errichtung aus finanziellen Gründen scheiterte.
2016 gab sich der Kirchenkreis eine neue Kirchenkreiskonzeption. In ihr werden die Vision und die Ziele der Evangelischen Kirche in Essen dargestellt und der Weg, der dorthin führen soll.

## Kirchengemeinden und -gebäude
- Altenessen-Karnap[12]
  - Alte Kirche (Essen-Altenessen), Evangelische Kirche Essen-Karnap
- Altstadt[13] (Stadtkern, Nordviertel, Ostviertel, Südostviertel, Westviertel, Huttrop)
  - Kreuzeskirche, Auferstehungskirche, Gemeindehaus Zwinglistraße
- Bedingrade-Schönebeck[14]
  - Lutherhaus
- Bergerhausen[15]
  - Johanneskirche, Kirche Billebrinkhöhe
- Borbeck-Vogelheim (einschließlich Bergeborbeck)[16]
  - Matthäuskirche, Dreifaltigkeitskirche, Markushaus
- Burgaltendorf[17]
  - Jesus-lebt-Kirche
- Dellwig-Frintrop-Gerschede[18]
  - Gnadenkirche, Friedenskirche, Gemeindezentrum Kattendahl, Gemeindezentrum Quellstraße
- Emmaus-Gemeinde[19] (Bredeney, Margarethenhöhe)
  - Kirche Am Brandenbusch, Kirche Am Heierbusch, Gustav-Adolf-Haus, Katharina-von-Bora-Saal
- Erlöserkirchengemeinde Holsterhausen[20] (einschließlich Südviertel)
  - Erlöserkirche, Melanchthonkirche
- Freisenbruch-Horst-Eiberg[21]
  - Heliand-Zentrum, Zionskirche, Bodelschwingh-Haus
- Frohnhausen[22]
  - Apostelkirche, Markuskirche
- Haarzopf[23]
  - Evangelische Kirche Haarzopf, Gemeindezentrum Fulerum
- Heidhausen[24] (einschließlich Fischlaken)
  - Jonakirche
- Heisingen[25]
  - Pauluskirche
- Katernberg[26]
  - Evangelische Kirche Katernberg
- Kettwig[27]
  - Kirche am Markt
- Königssteele[28]
  - Friedenskirche
- Kray[29]
  - Alte Kirche, Gemeindehaus Isinger Feld
- Kupferdreh[30] (einschließlich Byfang)
  - Christuskirche
- Lutherkirchengemeinde Essen-Altendorf[31]
  - Christuskirche
- Rellinghausen[32]
  - Evangelische Kirche Rellinghausen
- Rüttenscheid[33]
  - Reformationskirche, Gemeindezentrum Isenberg
- Schonnebeck[34]
  - Immanuelkirche
- Thomasgemeinde[35] (Frillendorf, Stoppenberg)
  - Thomaskirche
- Überruhr[36]
  - Stephanuskirche
- Werden[37]
  - Evangelische Kirche Essen-Werden

Die Marktkirche in der Innenstadt wird als zentrale Kirche des Kirchenkreises genutzt.

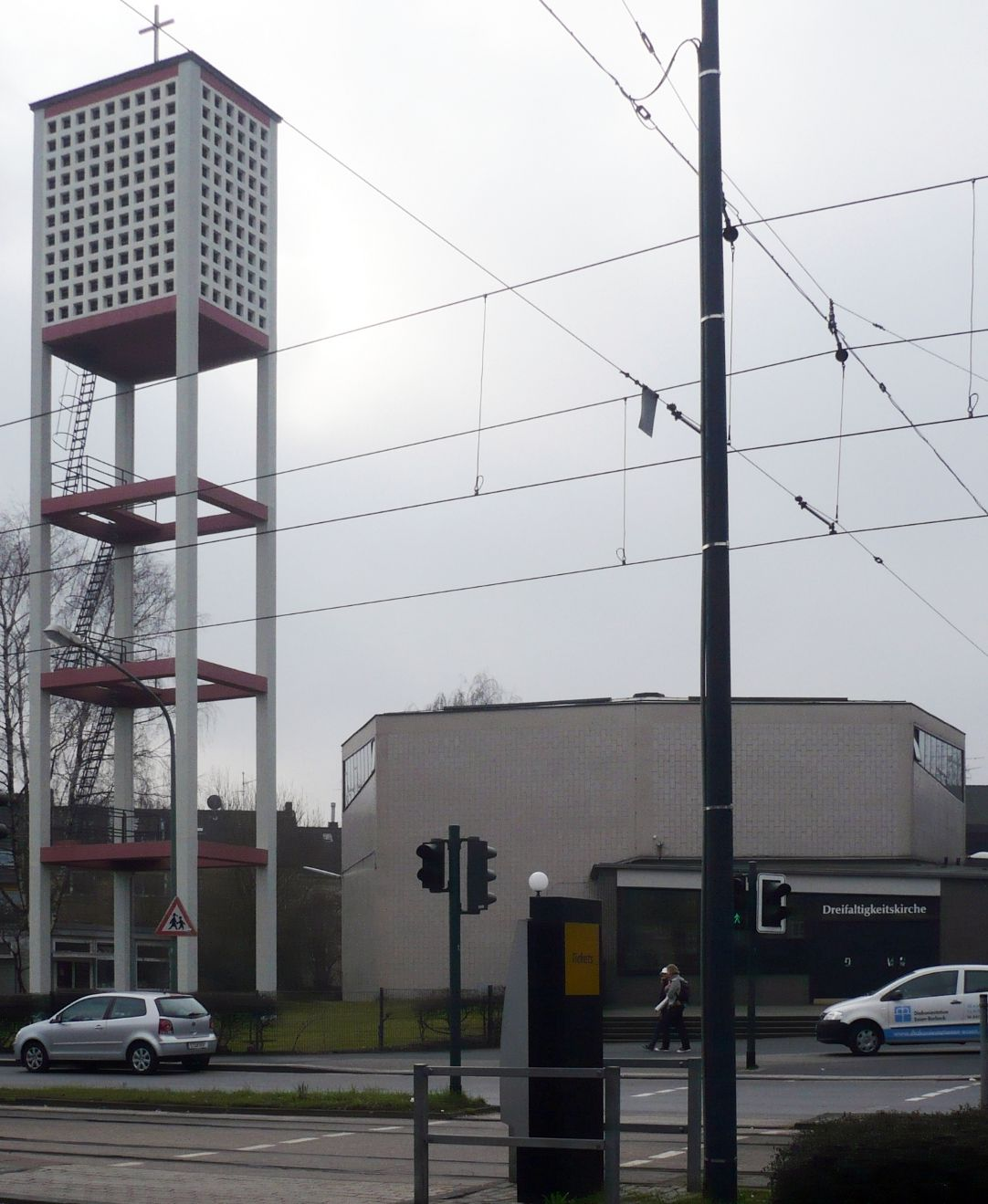
Dreifaltigkeitskirche in Borbeck
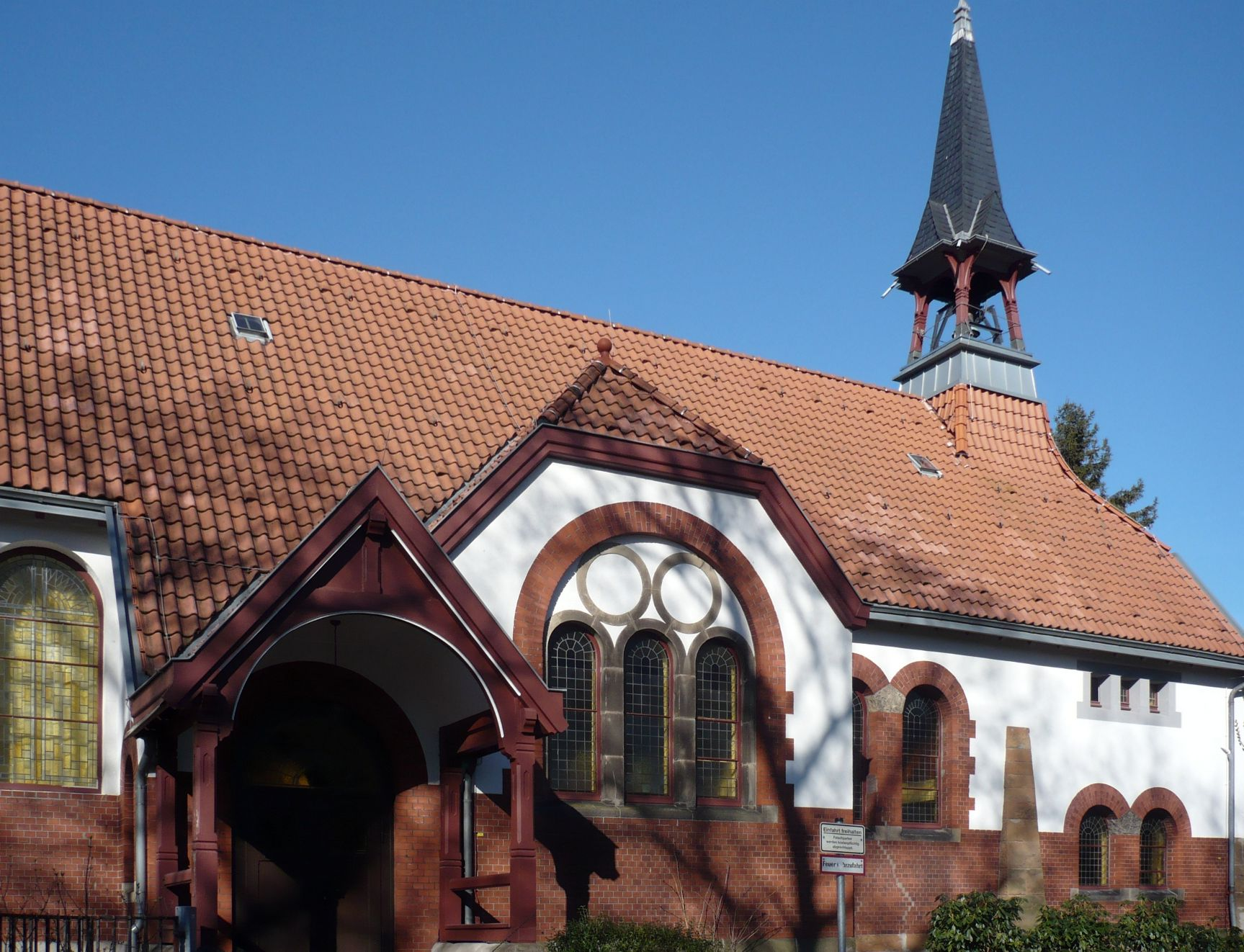
Kirche Am Brandenbusch (Bredeney)
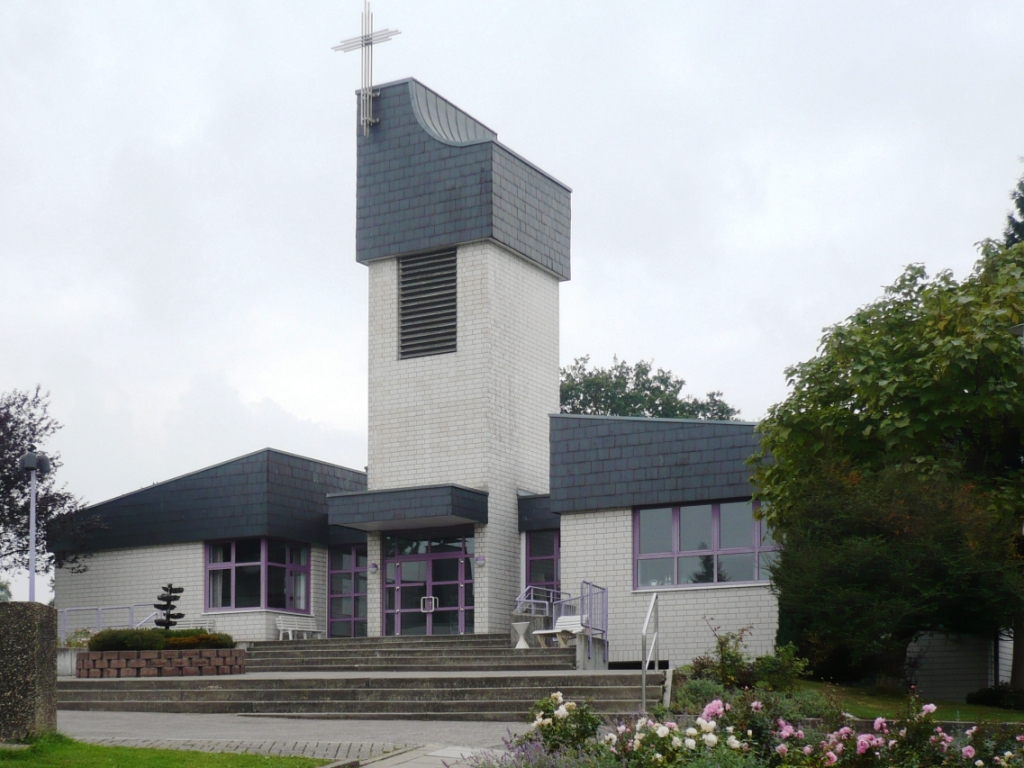
Jesu-lebt-Kirche in Burgaltendorf
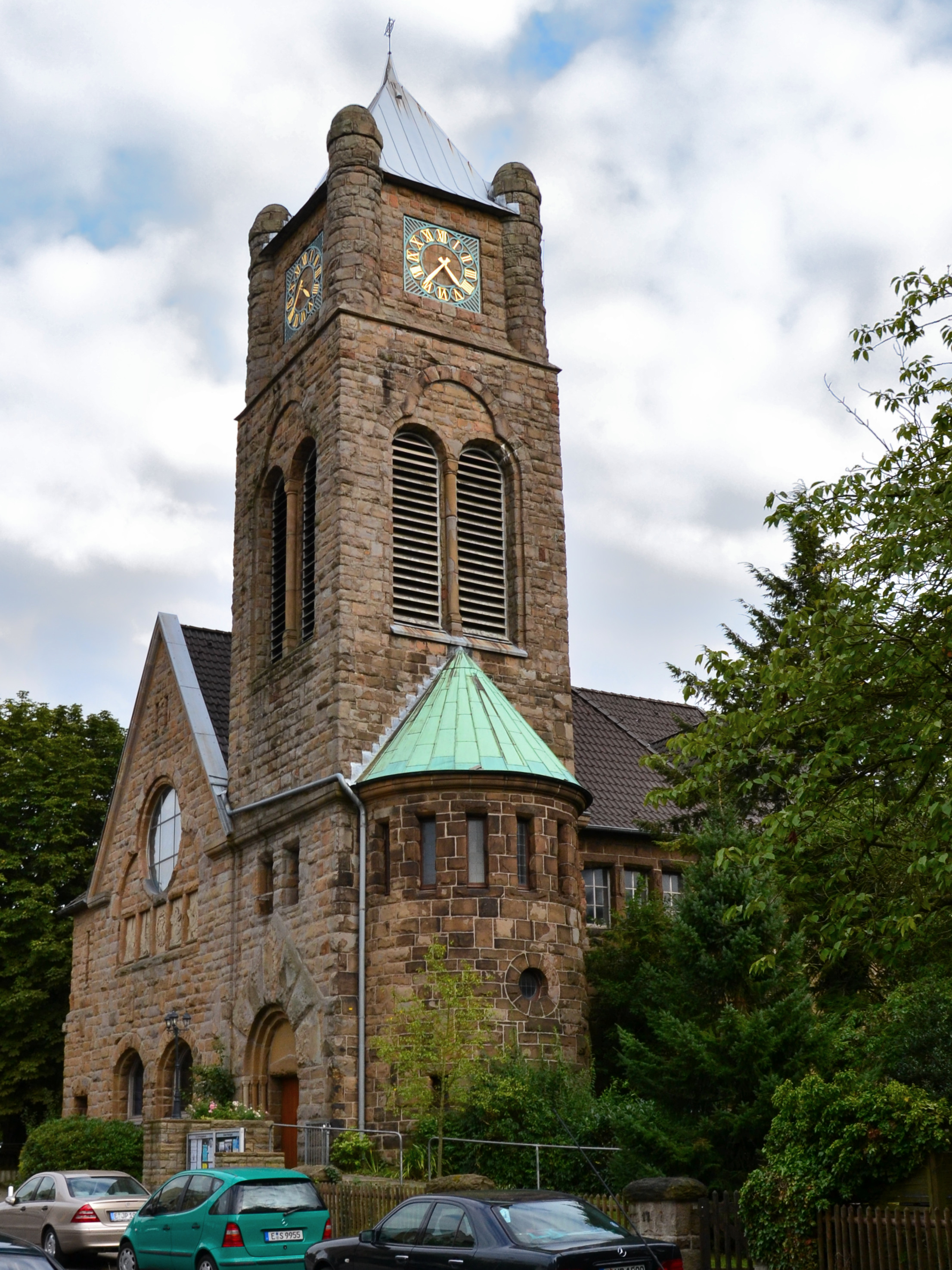
Pauluskirche in Heisingen
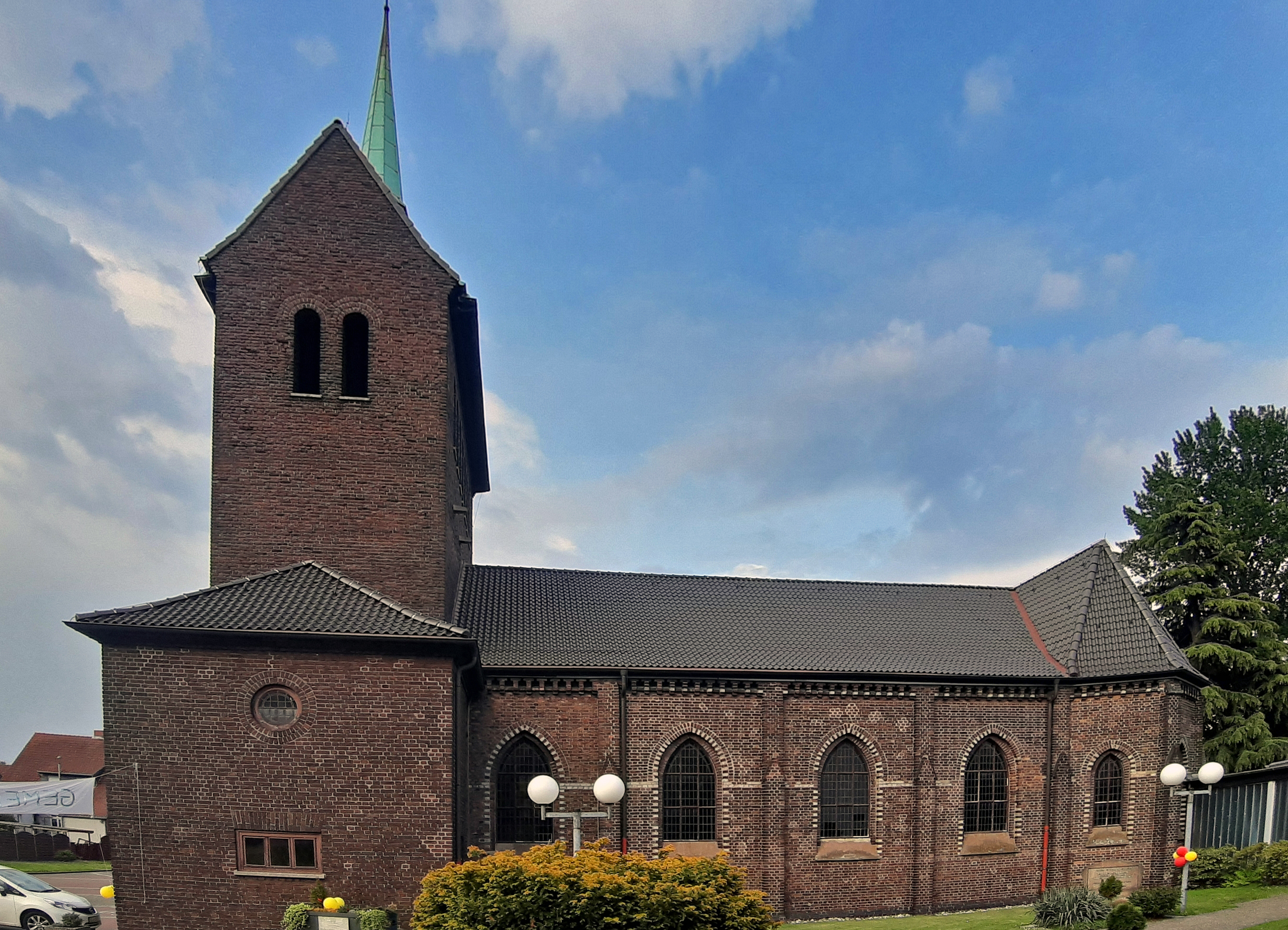
Evangelische Kirche Essen-Karnap
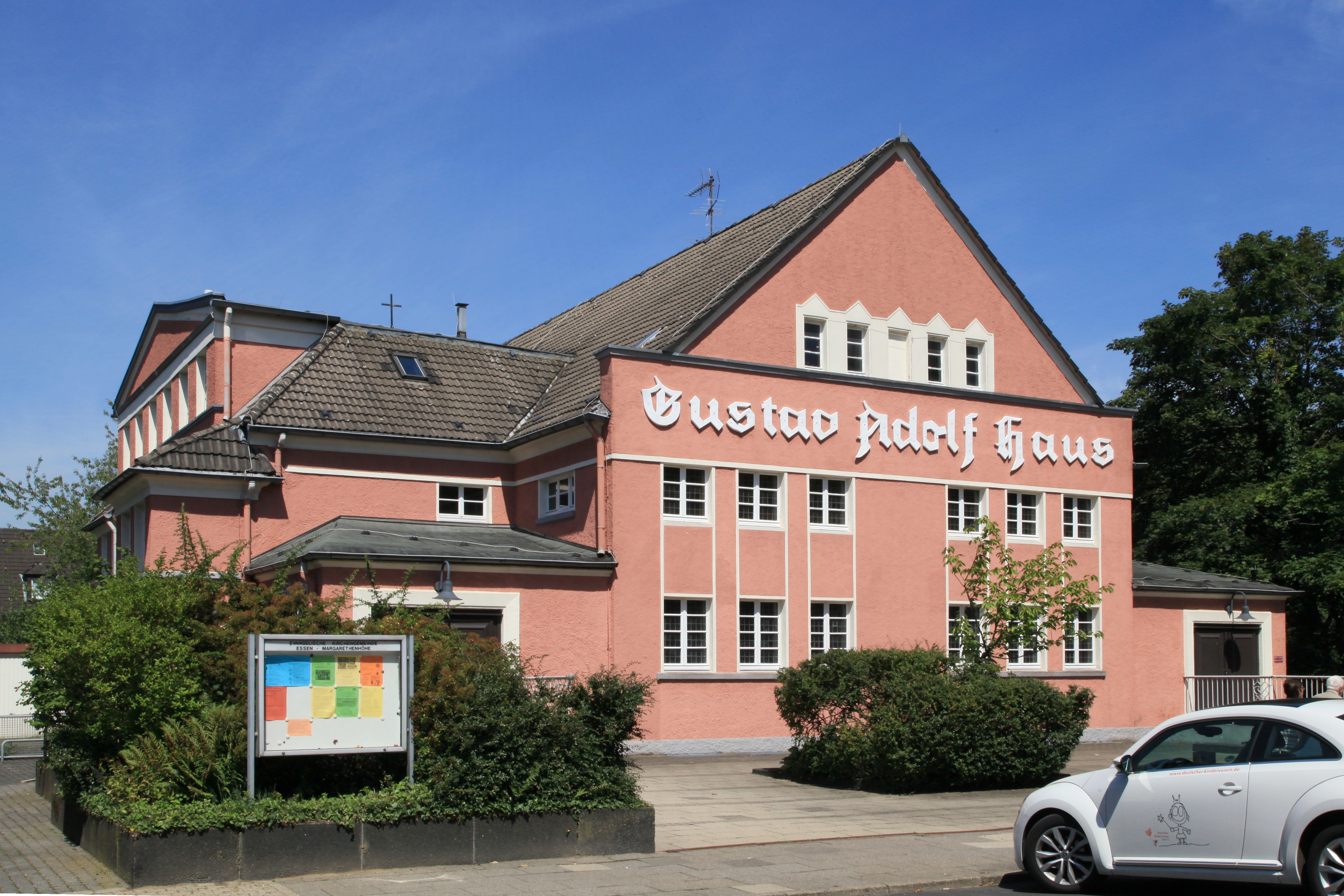
Gustav-Adolf-Haus in Margarethenhöhe
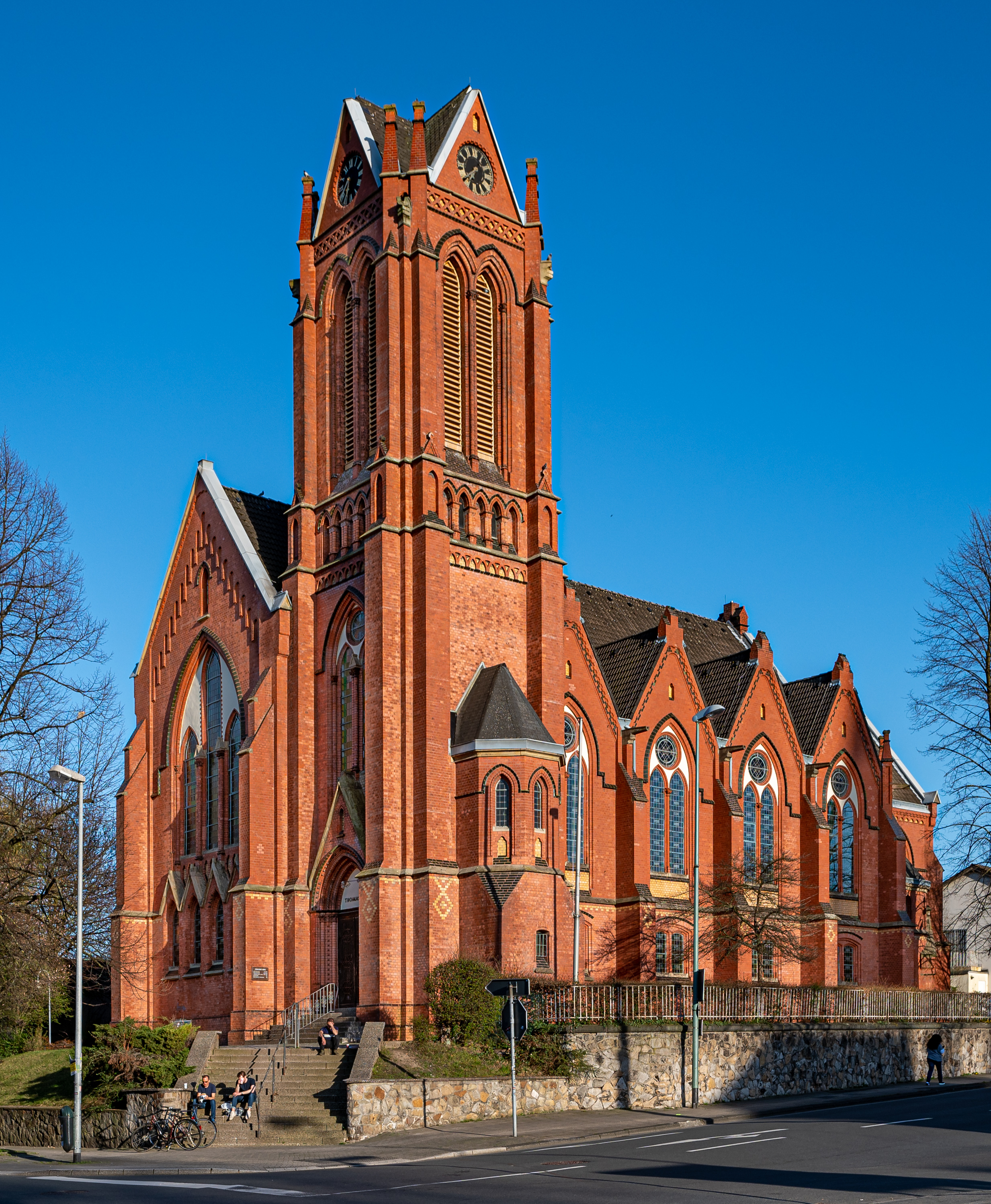
Thomaskirche in Stoppenberg
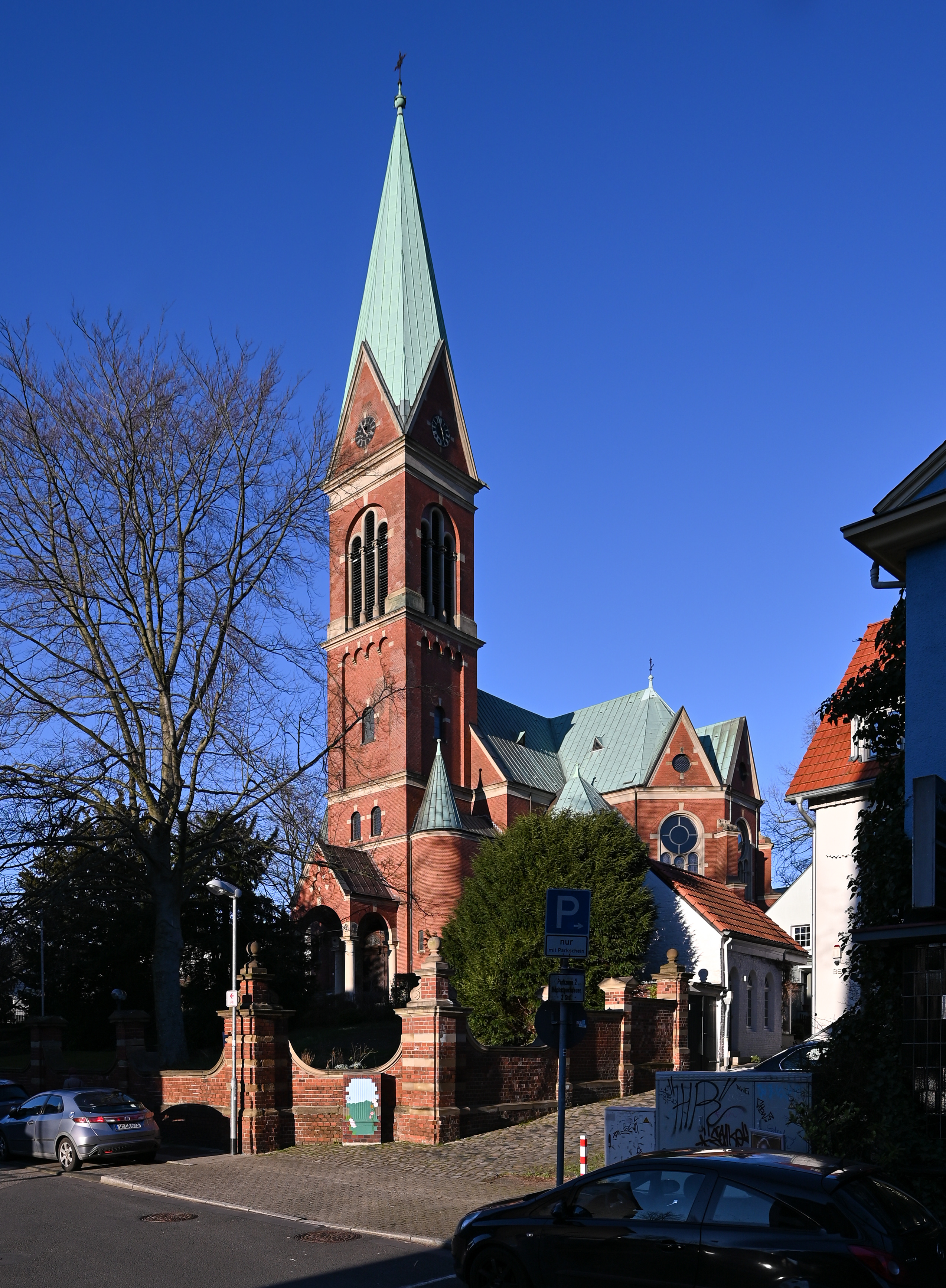
Evangelische Kirche Werden